# Chiesa di Sant'Ignazio (Praga)
La chiesa di Sant'Ignazio (in ceco: Kostel svatého Ignáce) è una chiesa di Praga, sita nella piazza Carlo. 
Il progetto, in stile barocco, è dovuto a Carlo Lurago (con la collaborazione di Giovanni Domenico Orsi de Orsini) e la chiesa fu eretta tra il 1655 e il 1677. La chiesa fu costruita come parte del quartiere praghese di Nove Mesto, residenza dei gesuiti della città, il terzo maggior esteso complesso dei gesuiti in Europa, e dedicato al loro patrono, il santo e fondatore dell'Ordine, Ignazio di Loyola.

## Descrizione

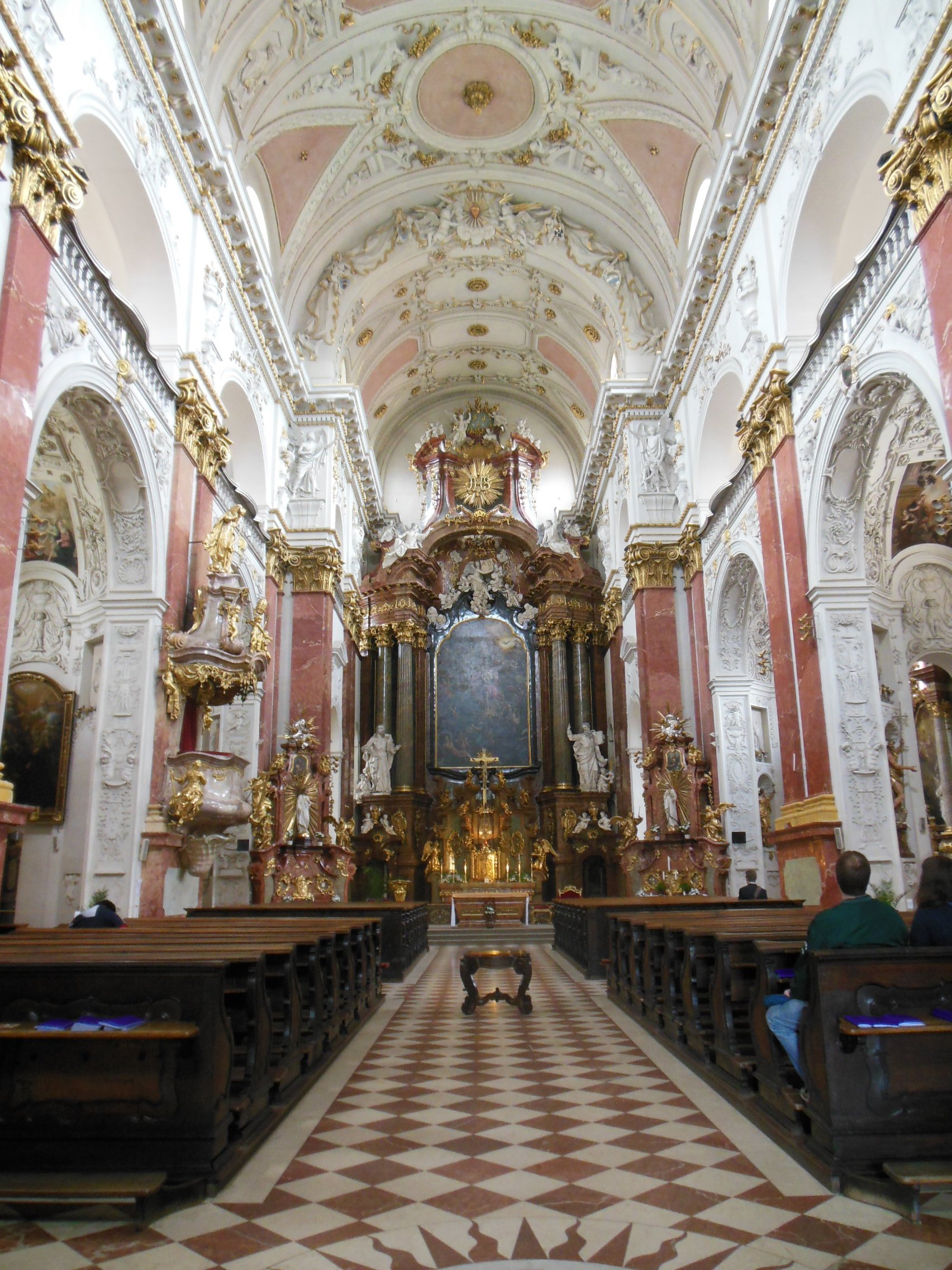
Interno della chiesa

La sommità della facciata porta una statua di sant'Ignazio, ivi sistemata nel 1671, con un'aureola che ne circonda l'intero corpo. Tale rappresentazione fu contestata in quei tempi poiché fino ad allora era considerata appropriata solo per Gesù Cristo. La pittura esterna fu opera di Jan Jiří Heinsch, mentre le sculture sono di Matěj Václav Jäckel. L'interno è caratterizzato da decorazioni a stucco e statue di molti santi gesuiti e cechi. Gran parte dell'arredo interno risale intorno al 1770, aggiunto dal pittore gesuita Ignác Raab, che lavorò per breve tempo al complesso.